# Dag Holmen-Jensen
Dag Holmen-Jensen (* 16. Mai 1954) ist ein ehemaliger norwegischer Skispringer.

## Werdegang
Holmen-Jensen, der für Bærum IL startete, bestritt sein erstes Weltcup-Springen am 30. Dezember 1979 zum Auftakt der Vierschanzentournee 1979/80 in Oberstdorf. Er blieb bei der Tournee jedoch ohne Punkterfolg und konnte erst am 20. Januar 1980 erstmals beim Springen im kanadischen Thunder Bay mit Platz 14 in die Punkteränge springen. Beim Skifliegen im März 1980 erreichte er in Vikersund den 9. Platz.
Am 22. März 1981 gewann er mit dem Springen auf der Großschanze in Planica seinen ersten und einzigen Weltcup in seiner Karriere. Nachdem er diesen Erfolg nicht wiederholen konnte, jedoch mit diversen Top-10-Platzierungen erfolgreich war, beendete er nach dem Springen am 11. März 1983 in seiner Heimatortschaft in Bærum seine aktive Springerkarriere.

## Erfolge

### Weltcupsiege
| Datum         | Ort     | Land      |
| ------------- | ------- | --------- |
| 22. März 1981 | Planica | Slowenien |

### Weltcupplatzierungen
| Saison  | Platz | Punkte |
| ------- | ----- | ------ |
| 1979/80 | 61    | 12     |
| 1980/81 | 17    | 53     |
| 1981/82 | 17    | 55     |
| 1982/83 | 47    | 9      |